# Inishglora
Inishglora (iriska: Inis Gluaire) är en ö i republiken Irland.   Den ligger i grevskapet Maigh Eo och provinsen Connacht, i den nordvästra delen av landet, 270 km väster om huvudstaden Dublin. Arean är 0,44 kvadratkilometer.
Terrängen på Inishglora är mycket platt. Öns högsta punkt är 11 meter över havet. Den sträcker sig 0,8 kilometer i nord-sydlig riktning, och 1,2 kilometer i öst-västlig riktning.  Trakten runt Inishglora består i huvudsak av gräsmarker.